# Balotaje Presidencial de 2023 en el Gran Buenos Aires
El  Balotaje Presidencial de 2023 en el Gran Buenos Aires surge de la sumatoria de los resultados de los 24 partidos bonaerenses que integran el Gran Buenos Aires. Celebrada el 19 de noviembre 
Los candidatos surgieron de las elecciones generales que se llevaron a cabo el 22 de octubre.
El candidato de Unión por la Patria se impuso  en 19 de los 24 distritos, por su parte La Libertad Avanza se impuso en los 5 restantes.

## Contexto
El Gran Buenos Aires es una de las regiones donde más se presencia la división política, social y cultural que rige en Argentina desde hace décadas, la cual es denominada usualmente como «La grieta». Esta se caracteriza, esencialmente, por una polarización política intensa entre sectores que defienden visiones opuestas sobre el rol del Estado y la economía. Las elecciones en esta región no solo representan preferencias políticas, sino también identidades y valores profundamente arraigados, lo cual se traduce en una división sociocultural, y muchas veces económica, en la sociedad Argentina.
Si bien desde la vuelta de la democracia el Partido Justicialista mantuvo una hegemonía en los distritos que componen la región, casos como los partidos de La Matanza, Merlo, Berazategui y Ezeiza representan «bastiones» del peronismo debido a su gran concentración de votantes, y donde nunca han perdido una elección en esta elección los porcentajes han sido menores con respecto a 2019. En contraparte, distritos como San Isidro, Vicente López  tienen la tendencia de optar por opciones electorales contrarias a las del Partido Justicialista, 

## Resultados
El candidato de Unión por la Patria se impuso en 19 de los 24 distritos. Por su parte, La Libertad Avanza obtuvo 5 distritos, distritos. Esto refleja la profunda división política, social y cultural que persiste en esta región, donde hay distritos que siguen siendo bastiones del peronismo desde 1983, como La Matanza y Florencio Varela, mientras que otros muestran una clara preferencia por fuerzas contrarias, como es el caso de San Isidro y Vicente López ya que en estos casos Milei supera el porcentaje nacional de La Libertad Avanza.

### Resultados por distrito
| Distritos ganados por Unión por la Patria (19) |
| Distritos ganados por La Libertad Avanza (5)   |

| Distrito            |                 |         |           |         | Blancos/Nulos | Blancos/Nulos | Participación | Participación |       |   |       |   |
| Distrito            | Votos           | %       | Votos     | %       | Blancos/Nulos | Blancos/Nulos | Participación | Participación | Votos | % | Votos | % |
| ------------------- | --------------- | ------- | --------- | ------- | ------------- | ------------- | ------------- | ------------- | ----- | - | ----- | - |
| Distrito            | Almirante Brown | 201.239 | 58,90     | 140.441 | 41,10         | 37.051        | 9,97          | 371.528       | 76,74 |   |       |   |
| Avellaneda          | 127.060         | 57,60   | 93.523    | 42,40   | 18.349        | 7,63          | 240.602       | 75,12         |       |   |       |   |
| Berazategui         | 114.479         | 55,75   | 94.066    | 44,25   | 23.250        | 10,15         | 228.935       | 79,63         |       |   |       |   |
| Esteban Echeverría  | 96.277          | 53,11   | 84.398    | 46,89   | 22.189        | 10,73         | 206.800       | 76,22         |       |   |       |   |
| Ezeiza              | 57.175          | 51,90   | 52.981    | 48,10   | 13.535        | 10,91         | 124.103       | 79,05         |       |   |       |   |
| Florencio Varela    | 157.084         | 63,15   | 91.681    | 36,85   | 35.734        | 13,10         | 272.694       | 75,31         |       |   |       |   |
| General San Martín  | 133.850         | 52,18   | 122.681   | 47,82   | 22.811        | 8,14          | 280.433       | 70,63         |       |   |       |   |
| Hurlingham          | 62.875          | 53,60   | 54.429    | 46,40   | 10.152        | 8,17          | 124.250       | 78,72         |       |   |       |   |
| Ituzaingó           | 58.026          | 52,34   | 52.845    | 47,66   | 9.825         | 8,18          | 120.154       | 77,89         |       |   |       |   |
| José C. Paz         | 100.499         | 59,87   | 67.356    | 40,13   | 24.511        | 13,03         | 188.166       | 75,59         |       |   |       |   |
| La Matanza          | 478.833         | 61,19   | 303.672   | 38,81   | 92.627        | 10,63         | 871.048       | 73,81         |       |   |       |   |
| Lanús               | 157.320         | 56,11   | 123.042   | 43,89   | 22.175        | 7,28          | 304.658       | 75,36         |       |   |       |   |
| Lomas de Zamora     | 197.942         | 58,82   | 160.971   | 41,44   | 37.715        | 8,67          | 435.028       | 75,54         |       |   |       |   |
| Malvinas Argentinas | 120.549         | 56,67   | 92.179    | 43,33   | 22.822        | 10,00         | 228.212       | 78,17         |       |   |       |   |
| Merlo               | 183.842         | 59,95   | 122.827   | 40,05   | 45.144        | 13,21         | 341.836       | 75,24         |       |   |       |   |
| Moreno              | 158.839         | 59,50   | 108.116   | 40,50   | 33.811        | 11,38         | 297.242       | 73,41         |       |   |       |   |
| Morón               | 102.965         | 49,46   | 105.225   | 50,51   | 16.485        | 7,34          | 224.666       | 76,36         |       |   |       |   |
| Quilmes             | 204.429         | 56,63   | 156.553   | 43,37   | 33.430        | 8,46          | 395.267       | 76,19         |       |   |       |   |
| San Fernando        | 50.181          | 50,16   | 49.865    | 49,84   | 9.806         | 8,98          | 110.046       | 75,19         |       |   |       |   |
| San Isidro          | 71.104          | 35,34   | 130.059   | 64,65   | 14.767        | 6,80          | 217.135       | 74,41         |       |   |       |   |
| San Miguel          | 89.097          | 49,02   | 92.652    | 50,98   | 19.103        | 9,60          | 198.934       | 76,07         |       |   |       |   |
| Tigre               | 118.382         | 47,95   | 128.526   | 52,05   | 28.187        | 10,55         | 267.151       | 75,56         |       |   |       |   |
| Tres de Febrero     | 105.705         | 50,09   | 105.315   | 49,90   | 19.151        | 8,32          | 230.336       | 73,65         |       |   |       |   |
| Vicente López       | 63.362          | 37,39   | 106.078   | 62,61   | 12.195        | 6,57          | 185.623       | 74,13         |       |   |       |   |
| Total               | 2.732.293       | 55,14   | 2.640.071 | 44,86   | 612.316       | 9,76          | 7.883.723     | 79,53         |       |   |       |   |

### Por zona

#### Norte
Integrado por: General San Martín, José C. Paz, Malvinas Argentinas, San Fernando, San Isidro, San Miguel, Tigre y Vicente López Milei Triunfa en Vicente Lopez San Isidro Tigre y San Miguel mientras Massa Gano en San Fernando, José C Paz, San Martin, Malvinas Argentinas .
|  | 51,37 % |

|  | 48,62 % |

|  | 9,75 % |

|  | 0,61 % |

|  | 79,21 % |

|  | 100 % |

#### Oeste
Integrado por: Hurlingham, Ituzaingó, La Matanza, Merlo, Moreno, Morón y Tres de Febrero Milei triunfa solo en Morón .
|  | 57,47 % |

|  | 42,53 % |

|  | 9,75 % |

|  | 0,61 % |

|  | 79,21 % |

|  | 100 % |

#### Sur
Integrado por: Avellaneda, Almirante Brown, Berazategui, Esteban Echeverría, Ezeiza, Florencio Varela, Lanús, Lomas de Zamora y Quilmes todos estos triunfados por Massa. 
|  | 57,43 % |

|  | 42,43 % |

|  | 8,88 % |

|  | 0,57 % |

|  | 80,24 % |

|  | 100 % |